# Cesta, Krško
Cesta je naselje v Občini Krško.